# 강원교통방송

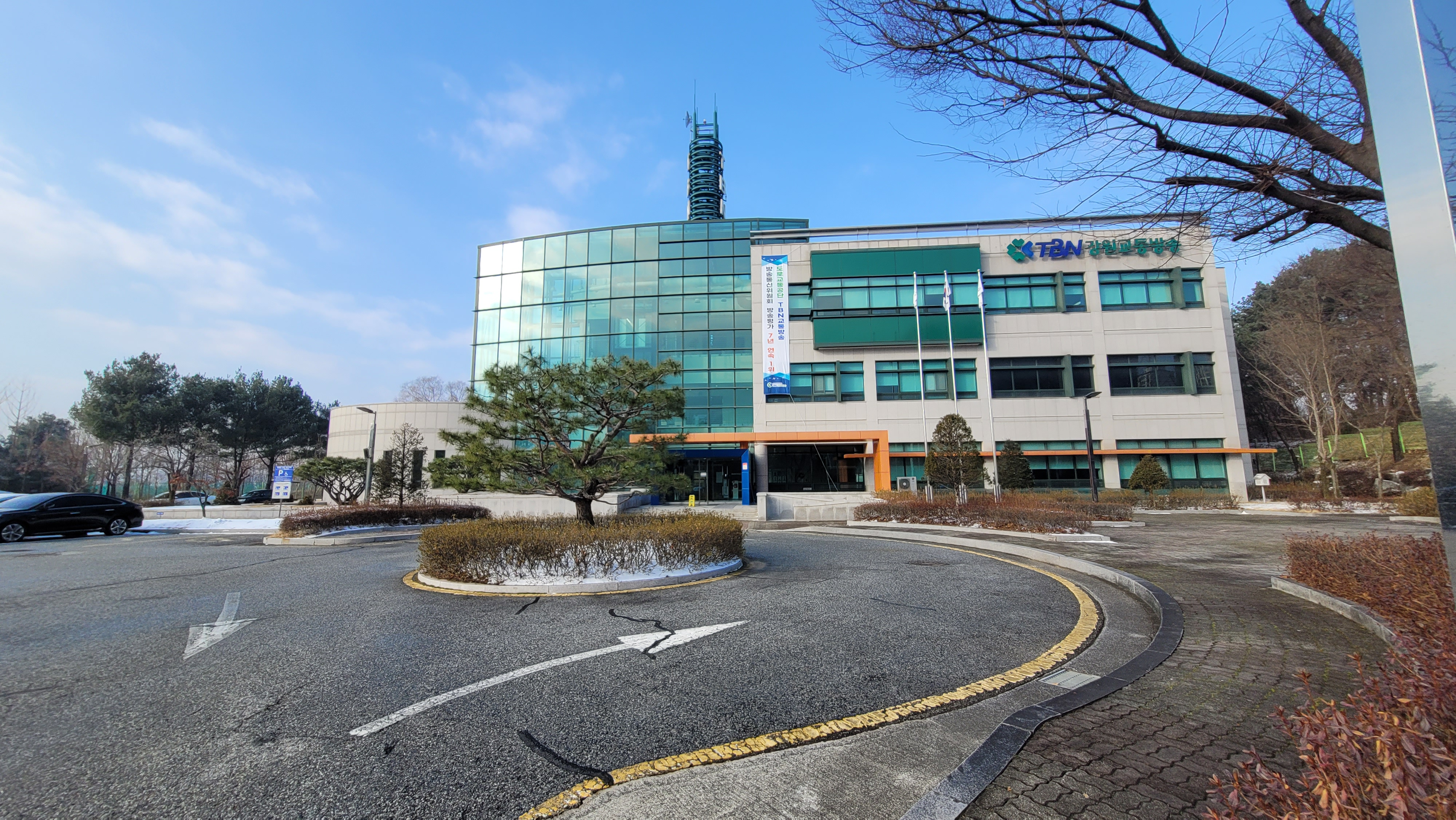
강원교통방송

강원교통방송은 도로교통공단의 TBN 교통방송 교통방송국 중의 하나이며, 2001년 11월 13일 개국하였다. 방송국은 강원특별자치도 원주시 반곡동에 있다.
개국 초기에는 방송국 명칭이 원주교통방송이였으나, 2003년 7월 1일에 강원교통방송으로 변경되었다.

## 연혁
- 1999.12.07 원주교통방송국 설립 추진 허가 신청
- 2000.01.14 원주교통방송국 설립허가 추천
- 2000.01.25 원주교통방송국 설립허가 신청
- 2000.05.24 원주교통방송국 설립허가
- 2001.11.13 원주교통방송국 개국 (FM 105.9㎒)
- 2002.10.24 원주교통방송국 춘천, 강릉 FM 중계소 개설 추천
- 2002.11.07 원주교통방송국 춘천, 강릉 FM 중계소 무선국 허가 신청
- 2003.06.30 원주교통방송국 춘천, 강릉 FM 중계소 (춘천:FM 103.7㎒, 강릉:FM 105.5㎒) 설립 완료
- 2003.07.01 원주교통방송에서 강원교통방송으로 명칭 변경
- 2013.09 강원교통방송 양양 FM 중계소 (FM 95.1㎒) 설립 완료
- 2015.09.23 강원교통방송 초록봉(동해,삼척) FM 중계소 (FM 95.3㎒) 설립 완료
- 2023.06.11 강원특별자치도 원주시 동부순환로 183
- 2024.07.31 한국도로교통공단 TBN 강원교통방송으로 명칭 변경

## 소재지
- 우26457 강원특별자치도 원주시 동부순환로 183

## 방송 시간
- 일일방송 : 교통방송 24시간

## 방송 송출 시설망
| 송신소              | 주파수     | 출력 | 호출부호 | 송신소 위치                              | 비고  |
| ------------------- | ---------- | ---- | -------- | ---------------------------------------- | ----- |
| 백운산 송신소       | FM 105.9㎒ | 1㎾  | HLSV-FM  | 강원 원주시 판부면 서곡리 산166          |       |
| 대룡산(춘천) 중계소 | FM 103.7㎒ | 3㎾  | HLSV-FM  | 강원 춘천시 동내면 고은리 산1-2          |       |
| 대관령(강릉) 중계소 | FM 105.5㎒ | 3㎾  | HLSV-FM  | 강원 평창군 대관령면 횡계리 산1          |       |
| 초록봉(동해) 중계소 | FM 95.3㎒  | 1㎾  | HLSV-FM  | 강원 동해시 비천동 5-1                   | [ 1 ] |
| 양양 중계소         | FM 95.1㎒  | 300W | HLSV-FM  | 강원 양양군 손양면 상왕도리 산158-4      | [ 2 ] |
| 장암산(평창) 중계소 | FM 89.3㎒  | 100W | HLSV-FM  | 강원 평창군 평창읍 여만리 산46 (KBS원주) |       |

## 아나운서
- 안수경 (팀장)
- 김정은
- 이지은
- 고유림
- 안하늬
- 이제헌
- 이경미
- 김수경

## 강원교통방송 편성표
- 07:00 (평일) 출발! 강원대행진
- 09:00 (평일) 스튜디오 1059
- 12:00 (주말) 주말의 친한친구
- 14:05 (평일) TBN 차차차 (강원)
- 14:00 (주말) 두시N휴게소
- 16:00 (주말) 여휴만만
- 16:05 (평일) TBN 강원매거진
- 18:05 (평일) 달리는 라디오 (강원)

## 로고송
- TBN TBN TBN 강원교통방송(~2017년)
- 안전한 길 즐거운 동행 TBN 강원교통방송(~2017년)

- 운전 할 땐 언제나 TBN 강원교통방송 (대전교통방송 로고송 일치함.)(~2017년)
- 하루의 시작과~끝엔 언제나 TBN강원교통방송(2018년~2024년)
- 함께하면 좋은친구 RADIO는 TBN 강원교통방송(2018년~2024년)
- 즐거운 품절 행복한 시간 TBN과 함께~강원교통방송(2018년~2024년)
- 소중한 시간 당신곁에 언제나 TBN강원교통방송(2018년~2024년)

- 우리는 언제나 TBN 교통방송(2025년~)

## 같이 보기
- TBN 교통방송